# Rozières-en-Beauce
Rozières-en-Beauce é uma comuna francesa na região administrativa do Centro, no departamento Loiret. Estende-se por uma área de 9,24 km². Em 2010 a comuna tinha 193 habitantes (densidade: 20,9 hab./km²).